# Schöne Ferien – Urlaubsgeschichten aus Kenia
Schöne Ferien – Urlaubsgeschichten aus Kenia ist ein deutscher Fernsehfilm von Hans-Jürgen Tögel aus dem Jahr 1985. Der Eröffnungsfilm der Fernsehreihe Schöne Ferien wurde am 3. April 1985 im Ersten Deutschen Fernsehen erstmals ausgestrahlt. Das Reiseleiterteam Tina, Stefanie und Michael wird von Simone Rethel, Claudia Rieschel und Sigmar Solbach gegeben. Die erzählende Stimme im Hintergrund kommt von Till Hagen.

## Handlung
Das Ehepaar Christa und Bernd Fabian, jung verheiratet und kinderlos, möchte einen geruhsamen Strandurlaub verbringen und sich vom Alltagsstress erholen. Aber ihre Urlaubsplanung wird völlig auf den Kopf gestellt, als eine mitgenommene Eingeborene ihr Baby in ihrem Mietwagen zurücklässt. Sie kümmern sich um es, bis Tina es an ein Kinderheim vermittelt. 
Michael und Stefanie begleiten ihre Gäste auf einer Safari durch Kenias Wildnis. Wally Harlander, Besitzerin der gleichnamigen Harlander-Werke, reist mit Pflegerin Uschi. Ihnen schließt sich bald der hilfsbereite Anton Barth an. Anton hat das Problem, dass zufällig sein Chef, der überhebliche Direktor Dr. Heinrich Kühn, unter den Gästen weilt und ihn ständig schikaniert – bis Wally einschreitet und ihn triumphierend in ihrer Firma einstellt. 
Hilde Zeidler leidet während der Safari unter ihrem herrischen Mann Bernhard. Eines Tages findet sie die Gelegenheit, ihm einen Denkzettel zu verpassen: Nachdem er in einer Bar pöbelte, identifiziert sie ihn auf der Polizeiwache nicht und lässt ihn einige Tage in seiner Gefängniszelle schmoren. Geläutert kauft er ihr nach seiner Entlassung einen Ring.

## Produktion
Produziert wurde von der Klingsor Tele-Musik- und Filmgesellschaft mbH Berlin im Auftrag des Senders Freies Berlin. 